# D-CEL
D-CEL is een antiblokkeersysteem van Kawasaki motorfietsen.
Het werd gepresenteerd op de Kawasaki GTR 1000 in 1989.